# Coenocyathus humanni
Coenocyathus humanni är en korallart som beskrevs av Stephen D. Cairns 2000. Coenocyathus humanni ingår i släktet Coenocyathus och familjen Caryophylliidae. Inga underarter finns listade i Catalogue of Life.